# 希腊共产主义组织
希腊共产主义组织（希臘語：Κομμουνιστική Οργάνωση Ελλάδας；Kommounistikí Orgánosi Elládas，缩写为KOE）是希腊的一个共产主义政党，成立于2003年。该党声称支持马克思列宁主义和毛泽东思想以及共产主义运动的一切历史经验。

## 起源
希腊共产主义组织起源于希腊共产党。在1956年，由于巴毕斯的修正主义，许多强硬的斯大林主义者被排除出党和部分人被流放。
1984年，希腊部分人建立了一个共产主义组织，并意图避免修正主义或左派趋势。

## 意识形态
马克思主义是该党奉行的意识形态，党支持共产主义运动的一切历史经验，包括马克思列宁主义、毛泽东思想、反修正主义。

## 出版物
1996年2月，该党开始出版月刊《左翼！》，后改为双周刊，最后一期于2010年1月发行。 2010年2月，党开始出版报纸《左翼道路》。

## 选举
它参加了1994年和1998年的地方选举，得到大约4%的选票。在1999年欧洲议会选举，该党赢得了大约9800张选票。

## 国际关系
该党是马列主义政党和组织国际会议和革命政党和组织国际协调成员。